# يوتو ناكامورا
يوتو ناكامورا (23 يناير 1987 بيورايسو في اليابان - ) (بالكانا:ナカムラ ユウト) هو لاعب كرة قدم ياباني في مركز الهجوم. لعب مع نادي جنوب الصين ونادي سيتيزن وهونغ كونغ بيغاسوس ‏ وWong Tai Sin DRSC ‏ ونادي بورتيمونينسي.

## وصلات خارجية
- يوتو ناكامورا على موقع قاعدة بيانات كرة القدم.إي يو (الإنجليزية)
- يوتو ناكامورا على موقع ناشيونال فوتبول تيمز (الإنجليزية)
- يوتو ناكامورا على موقع Soccerway.com (الإنجليزية)
- يوتو ناكامورا على موقع عالم كرة القدم.نت (الإنجليزية)